# Stea subgigantă

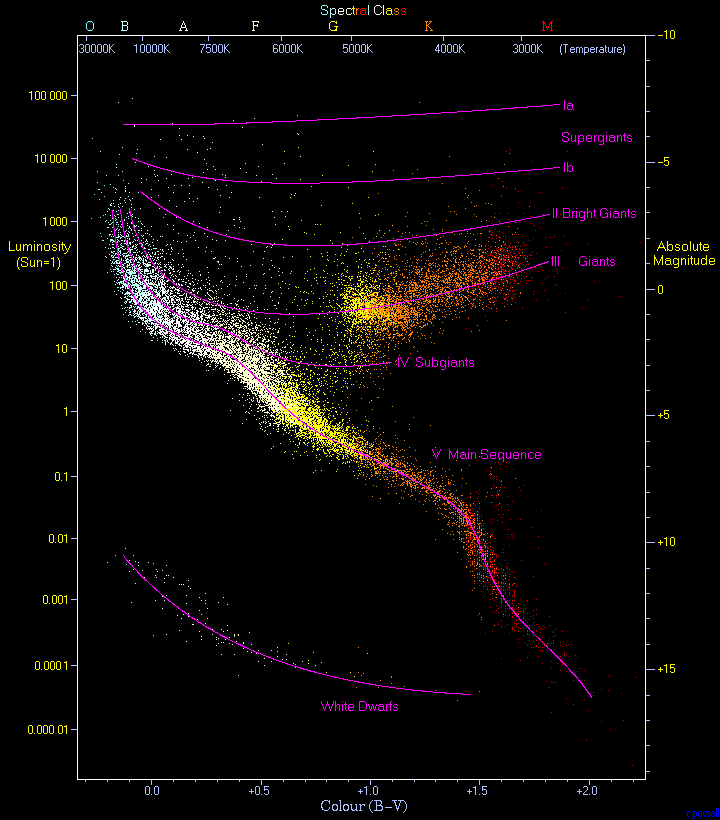
Diagramă a tipurilor principale de stele

Steaua subgigantă este o stea care este puțin mai luminoasă decât o stea cu secvență principală din aceeași clasă spectrală, dar nu la fel de strălucitoare ca și stelele adevărate gigante. Anumite subgigante sunt neobișnuit de strălucitoare și bogate în metal (în același mod subpiticele sunt neobișnuit de slabe în masă metalică și de hidrogen), acestea fiind în general considerate a fi stele care încetează sau și-au încetat deja fuziunea hidrogenică în miezul lor. 
Multe subgigante sunt bogate în metal, și de obicei găzduiesc orbitele planetelor. Faza de subgigant poate dura până la câteva miliarde de ani, subgigantele fiind singurul tip de stele, pe lângă cele cu secvență principală capabile să găzduiască planete ce pot adăposti viață. În clasificarea spectrală Yerkes clasa lor de luminozitate este IV.

## Vezi și
- Stea gigantă

## Legături externe
- Color-Magnitude Diagram of M5". messier.seds.org. SEDS.